# Justiniano Latorre Rubio

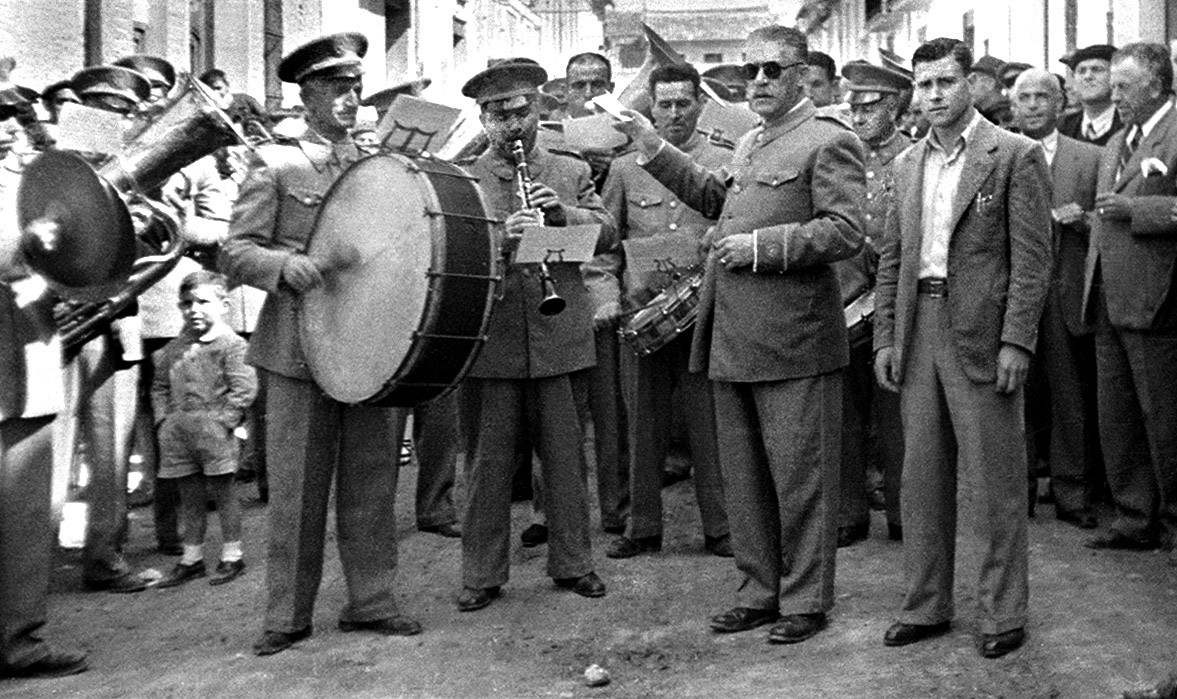
Estrena del Pasdoble Juliet, Alginet (Ribera Alta-País Valencià, 1947). D'esquerra a dreta Justiniano Latorre tocant el clarinet, Pasqual Pérez Choví dirigint i Juliet el pilotari

Justiniano Latorre Rubio (Utiel, 5 de setembre de 1892; Alginet, 2 de maig de 1958) fou un músic valencià que feia de sastre. Tenia vuit persones al seu càrrec en la seua sastreria, famosa en tota la comarca.
Virtuós del clarinet, va començar amb el flautí a la banda d'Utiel amb vuit anys. El 1904 es trasllada, amb la seua família, a Alginet. El 1931 va ser regidor republicà del primer ajuntament republicà d'Alginet, elegit en les eleccions municipals pel PURA (Partit d'Unió Republicana Autonomista). Publicà un discurs amb motiu de la secularització del cementeri d'Alginet. Professor de guitarra i solfeig. Tingué, entre altres alumnes, el compositor Hermelando Bosch Peris. Director de la Banda de Picanya en temps de guerra civil. Director i cofundador de la Rondalla Albéniz el 1942, així com fundador de l'orquestrina Netalgi. Director de la banda d'Alginet a la mort de Pérez Choví fins a la seva pròpia mort el 1958.
Compositor de música popular, pasdobles, masurques i tangos. També compositor de motets. Autor d'arranjaments per a música de banda i música d'església. El mestre Latorre dedicà un pasdoble a Juliet (Julio Palau Lozano). L'any 2000 es publicà el pasdoble Juliet interpretat per la banda d'Alginet. El virtuosisme al clarinet quedà reflectit l'any 1926 quan Justiniano Latorre Rubio interpretà el solo del pasdoble Pepita Greus de Pasqual Pérez Choví a la plaça de bous de la ciutat de València, guanyant el Certamen Internacional de Bandes de Música Ciutat de València per la gran interpretació de tots els instrumentistes i del director, compositor del pasdoble. L'any 2011 el pasdoble Juliet ha estat l'obra obligada al certamen de bandes d'Alginet. El seu fill fou el fotògraf Ismael Latorre Mendoza.

## Obra (selecció)
Pasdobles
- Juliet el pilotari (Julio Palau Lozano).[13]
- Alginet en falles.[13]

Masurques
- Angelita Ramos.[13]

Tangos
- Historia triste.[13][14]